# Wilhelm Jutzi
Wilhelm Wolfgang Jutzi (* 5. Mai 1933 in Bad Kreuznach) ist ein deutscher Elektrotechniker und emeritierter Hochschullehrer.

## Leben
Wilhelm Jutzi studierte Elektrotechnik an der Technischen Hochschule Darmstadt, wo er sich dem Corps Hassia anschloss. Er war ein Semester an der Universität Grenoble und anschließend Praktikant in den Ateliers de Constructions Electriques de Charleroi. 1958 schloss er das Studium als Dipl.-Ing. in der Fachrichtung Hochfrequenztechnik ab. 1962 promovierte er an der TH Darmstadt zum Dr.-Ing. mit einer Arbeit über Mikrowellenabsorber bei Otto Zinke. 1961 wechselte er in das IBM-Forschungslaboratorium Zürich und untersuchte digitale Magnetschichtspeicher mit zerstörungsfreiem Auslesen, miniaturisierte Schottky-Gate-Transistoren (MESFET) auf der Basis von Silizium und Galliumarsenid, breitbandige Kettenverstärker, digitale Speicher und Picosekunden-Schaltungen mit Josephson-Kontakten bei kryogenen Temperaturen.
1975 folgte er einem Ruf an die Universität Karlsruhe (TH) als ordentlicher Professor und Leiter des neu gegründeten Instituts für Elektrotechnische Grundlagen der Informatik (IEGI). Ab April 1987 war er Prodekan und von Oktober 1988 bis 1990 Dekan der Fakultät für Elektrotechnik.

## Lehre
Er hielt Vorlesungen u. a. „Physikalisch-elektrotechnische Grundlagen für Informatiker“ und „Elektronische Schaltungen“ für alle Elektrotechniker. Im Rahmen eines Studienmodells der Fakultät für Elektrotechnik „Integrierte Schaltungen“ las er über „Schaltkreistechnologie der Mikroprozessoren und Mikrocomputer“, „Digitale Speicher“, „Eigenschaften und Herstellung miniaturisierter Leitungen integrierter Schaltungen“ und „Integrierte Tieftemperaturschaltungen“.

## Forschung
Die Forschung des IEGI konzentrierte sich auf die Entwicklung, technologische Herstellung und Messung von miniaturisierten integrierten Schaltungen auf einem Chip bei tiefen Temperaturen und sehr kurzen Umschaltzeiten. Schaltungen mit metallischen und auch oxidischen Supraleitern wurden untersucht.
Zur Verwirklichung von Prototypen neuartiger Schaltungen hat das IEGI bis zum Jahr 2000 die notwendigen Einrichtungen aufgebaut:
- Dünnfilmtechnologie einschließlich Laserablation und Ionenimplantation, Reinraumtechnik, Lithographie mit Licht- und Elektronenmikroskopen
- Kryomesstechnik für Temperaturen bis etwa −269 °C (4K)
- Simulationswerkzeuge für analoge und digitale Schaltungen
- Messgeräte im Zeit (10 ps)- und Frequenzbereich (10 GHz)

Die Anschaffungen wurden finanziert hauptsächlich aus Mitteln des Bundes (BMFT), des Landes Baden-Württemberg, der Stiftung Volkswagenwerk und der Deutschen Forschungsgemeinschaft.
Josephson-Seminare des IEGI 1981 und 1983, der PTB Braunschweig 1982 und der Universität Gießen 1983 führten ab 1984 zu der jährlichen Herbsttagung „Kryoelektronische Bauelemente“, die seitdem abwechselnd von staatlichen und auch industriellen Einrichtungen organisiert wird.
1988 formulierte Jutzi das Programm „Mikrotechnik und Supraleitung“ in Abstimmung mit den Universitäten Karlsruhe, Konstanz Tübingen und Stuttgart. Daraus entwickelte sich das „Sonderprogramm zur Grundlagenforschung an den Baden-Württembergischen Universitäten auf dem Gebiet der Hochtemperatursupraleitung“, das von 1989 bis 1994 vom Land finanziert wurde. Jutzi war Sprecher dieses Programms an der Universität Karlsruhe. Außerdem war er einer der Gründer der „Gesellschaft für angewandte Supraleitung“ mit Sitz in Karlsruhe, die vom Land Baden-Württemberg bis 1997 finanziell gefördert wurde.
Von 1988 bis 1995 gehörte er zur Gruppe des wissenschaftlichen Beirats am Institut für Schicht- und Ionentechnik des Forschungszentrums Jülich, das sich mit Anwendungen der Supraleitung befasste.
Jutzi ist Mitglied des Verbands der Elektrotechnik, Elektronik und Informationstechnik (NTG Preis 1963), der Deutschen Physikalischen Gesellschaft und des IEEE (Life Fellow).
Nach seiner Emeritierung 2002 zog das IEGI mit allen Geräten in ein anderes Gebäude und erhielt den Namen „Mikro- und Nanoelektronische Systeme“ (IMS) am Karlsruher Institut für Technologie (KIT).

## Schriften
- 1962: Kurze inhomogene Leitungen mit ortsabhängigen Kapazitäts- und Ableitungsbelägen zur reflexionsarmen Absorption elektromagnetischer Wellen (= Technische Hochschule Darmstadt Fachbereich für Elektrotechnik [Hrsg.]: Dissertation). Darmstadt 1962, DNB 481123369.
- 1984: Entwicklung integrierter Digitalschaltungen mit Josephson-Kontakten. Fachinformationszentrum Energie, Physik, Mathematik Karlsruhe, Eggenstein-Leopoldshafen 1984, DNB 840869177.
- 1986: Wilhelm Jutzi, Manfred Neuhaus, Dietmar Drung: Entwicklung von Konzepten integrierter Schaltungen mit Josephson-Kontakten für analoge und digitale Schaltungen. Fachinformationszentrum Energie, Physik, Mathematik Karlsruhe, Eggenstein-Leopoldshafen 1984, DNB 870119001.
- 1995: Digitalschaltungen: eine Einführung (= Springer-Lehrbuch). Springer, Berlin u. a. 1995, ISBN 3-540-59412-4.
- 1998: M. Biehl, R. Koch, M. Neuhaus, T. Scherer, Wilhelm Jutzi: Development of integrated superconducting devices for signal preprocessing. Final report; Entwicklung supraleitender Bausteine der Signalvorverarbeitung. Abschlussbericht. ETDEWEB, 1. Februar 1998 (Abstract und Angebot zum Download – Downloadseite in Englisch, Bericht in Deutsch). Direkter Download. Ebenso verfügbar als F98B857 bei der Technischen Informationsbibliothek.